# Linxul (constelație)
Linxul (în latină, Lynx) este o mică și foarte slab luminoasă constelație de pe cerul nordic. Numele ei provine de la un gen de feline - pe nume Lynx (în română, Râs).

## Obiecte cerești
Coordonate:  08h 00m 00s, +45° 00′ 00″